# Nunavut Arctic College
Nunavut Arctic College (inuktitutsky: (ᓄᓇᕗᒻᒥᓯᓚᑦᑐᖅᓴᕐᕕᒃ, francouzsky: Collège de l'Arctique du Nunavut) je veřejná vysoká škola na území Nunavutu v Kanadě. Vysoká škola má několik kampusů po celém území a funguje jako veřejná agentura financovaná územní vládou.

## Historie
Dnešní vysoká škola byla založena v roce 1995. Její počátky však sahají do roku 1968, kdy vláda Severozápadních teritorií založila Středisko odborného vzdělávání dospělých.

## Fungování
Mandátem vysoké školy je poskytovat vzdělávání včetně řemesel a učňovského školství, jakož i bakalářských studijní programy prostřednictvím zprostředkovatelských smluv. V těchto dohodách se College ujímá provozování programů, zatímco univerzitní partneři College udělují tituly studujícím, kteří tyto programy úspěšně dokončili.
Nunavut Arctic College nabízí vzdělání v oblasti učitelství, zdravotnictví, práva, managementu i umění.

## Kampus
Nunavut Arctic College má tři kampusy (Nunatta Campus, Kitikmeot Campus, Kivalliq Campus) a 24 komunitních vzdělávacích center. V nich je zaměstnáno přes 250 zaměstnanců.
- Ředitelství Nunavut Arctic College v Arviatu
- Kitikmeot Campus (Kangok Road) v Cambridge Bay
- Kivalliq Campus: Sanatuliqsarvik (Nunavut Trades Training Centre) a Kivalliq Hall se nacházejí v Rankin Inlet
- Nunatta Campus se nachází v Iqaluitu

## Partnerství
Vysoká škola hostí přednášející pro právnickou fakultu v Akitsiraqu a je členem organizace UArctic. Další partnerství zahrnují (vzdělávání, ošetřovatelství, právo):
- Učitelský program s Memorial University[4]
- Program ošetřovatelství s Dalhousieovou univerzitou[5]